# Nguyễn Văn Thuận
Phanxicô Xaviê Nguyễn Văn Thuận, mais conhecido como François-Xavier Nguyên Van Thuân (Phu Cam, Huế, 17 de abril de 1928 — Roma, 16 de setembro de 2002), foi um bispo e cardeal vietnamita da Igreja Católica.

## Biografia
Nasceu numa família que contava oito filhos. Fez seus estudos no seminário menor e depois no seminário maior e foi ordenado sacerdote católico em 11 de junho de 1953. Continuou os seus estudos em Roma onde formou-se em Direito Canônico. Retornando ao Vietnam foi encarregado da formação dos padres da sua diocese  como reitor e professor do seminário e, em 24 de junho de 1967 foi nomeado bispo da Diocese de Nha Trang, no centro do Vietnam, diocese pela qual sempre confessou predileção.
Oito anos depois, o Papa Paulo VI o nomeou arcebispo coadjutor de Saigão.
Văn Thuận, que presidiu o Pontifício Conselho Justiça e Paz, deu início à publicação do Compêndio da Doutrina Social da Igreja publicado em 2004.

## Prisão do arcebispo
Em 1975 foi nomeado por Paulo VI arcebispo coadjutor de Saigão. Sua nomeação foi recusada pelo governo que, no dia 15 de agosto de 1975 - dia de Nossa Senhora da Assunção - o convoca ao palácio do governo e o coloca em prisão domiciliar. Posteriormente foi preso por treze anos. Em 1976 esteve no cárcere da prisão de Phu Khanh, após foi conduzido ao campo de reeducação de Vinh Phu no Vietnam do Norte, após em prisão domiciliar em Giang Xa e finalmente em Hanoi. Foi libertado em 21 de novembro de 1988 e conduzido à residência do arcebispo de Hanói.
Em 1980, na residência obrigatória de Giang-xá, no norte do Vietnam, escreveu seu segundo livro: ""O caminho da esperança à luz da Palavra de Deus e do Concílio Vaticano II""; depois o terceiro livro: ""Os peregrinos do caminho da esperança"".
Cardeal Văn Thuận foi libertado no dia 21 de novembro de 1988. Em setembro de 1991 deixou o Vietname e foi para Roma, onde presidiu o Pontifício Conselho Justiça e Paz.
Em 1994 foi nomeado vice-presidente do Pontifício Conselho Justiça e Paz e em 1995 foi nomeado postulador da Causa de beatificação de Marcel Van.

## Cardinalato
Em 21 de fevereiro de 2001 foi escolhido como cardeal pelo papa João Paulo II; o cardeal Văn Thuận foi levado em 16 de setembro de 2002 ao hospital romano Pio XI, padecendo de câncer, na idade de 74 anos, faleceu no dia 17 de setembro de 2002. Seus funerais foram presididos pelo Papa João Paulo II na basílica vaticana em 20 de setembro de 2002.
João Paulo II pediu-lhe que lhe pregasse o retiro espiritual da quaresma e à cúria romana no ano de 2000.

## Beatificação
Em 18 de abril de 2007, monsenhor Giampaolo Crepaldi, secretário do Pontifício Conselho Justiça e Paz anunciou a abertura da causa de beatificação do cardeal François-Xavier Nguyên Văn Thuận.
No dia 17 de setembro de 2007 o Papa recebeu os integrantes do Pontifício Conselho Justiça e Paz por ocasião do V aniversário da morte de Cardeal Văn Thuận cuja causa de beatificação se havia acabado de abrir. Cardeal Renato Raffaele Martino nomeou a advogada Silvia Mônica Correale como postuladora do processo de beatificação. No dia 26 de janeiro de 2011 o cardeal Turkson, presidente do Pontifício Conselho Justiça e Paz, nomeou como novo potulador o Dr. Waldery Hilgeman.

## Obras publicadas
- Une vie d'espérance Vie de François-Xavier Nguyen Van Thuan André Nguyen Van Chau (2007, édition du Jubilé) ISBN 9782866794446
- 365 jours d'espérance, Nguyen van Thuan François-Xavier (2005, édition du Jubilé) ISBN 286679351X
- Prières d'espérances, Nguyen van Thuan François-Xavier (1995, édition du Jubilé) ISBN 2866791878
- À la lumière de la Parole de Dieu et du Concile, Nguyen van Thuan François-Xavier (1994, édition du Jubilé) ISBN 2866791320
- Les pèlerins du chemin de l'Espérance, Nguyen van Thuan François-Xavier (1993, édition du Jubilé) ISBN 2866791274
- Sur le chemin de l'Espérance, Nguyen van Thuan François-Xavier (1991, édition du Jubilé) ISBN 2866790731